# Нифуртимокс
Нифуртимокс — лекарственный препарат для лечения болезни Шагаса. Одобрен для применения: США (2020).
Включён в WHO Model List of Essential Medicines — список важнейших лекарственных средств, составляемый Всемирной организацией здравоохранения.

## Механизм действия
Производное нитрофурана.

## Показания
Болезнь Шагаса у пациентов до 18 лет.

## Беременность
Женщины детородного возраста во время лечения и 6 месяцев после него должны использовать методы контрацепции.